# القنمة (الحديدة)

تعديل مصدري - تعديل

القنمة هي إحدى قرى مديرية الزهرة، التابعة لمحافظة الحديدة اليمنية، بلغ تعداد سكانها 9155 نسمة حسب الإحصاء الذي جرى عام 2004.